# Fredrik Adolf Ulrik Sparre
Fredrik Adolf Ulrik Sparre af Rossvik, född 30 november 1746, död 17 februari 1812 i Nyköping, var en svensk militär och fideikommissarie till Arnö fideikommiss. 

## Biografi
Sparre var son till Fredrik Ulrik Sparre och Juliana Brita Siöblad. Redan som 10-åring skrevs Sparre in till krigstjänst som sekundkorpral vid adelsfanan 1756. Han blev student vid Uppsala universitet 1760. Därefter blev han befordrad till korpral vid Smålands kavalleriregemente 1762, sedan kvartermästare och den 30 augusti 1762 utnämnd till adjutant vid regementet. 1769 utnämndes han till livdrabant vid Livdrabantkåren samtidigt som han blev löjtnant i armén. 1776 befordrades han till ryttmästare och erhöll avsked den 22 maj 1776. Orsaken till hans avsked var troligen att han 1775 tillträde Arnö fideikommiss med Arnö herrgård.
1778 deltog han i Gustav IV Adolfs dop och var en av hans faddrar och mottog då Gustav III:s faddertecken i guld med diamanter.  Sparre gifte sig med friherrinnan Ebba Margareta De Geer den 31 januari 1779 och fick med henne sju barn. Han deltog även under Riksdagen 1792 i Gävle samt även Riksdagen 1800 i Norrköping. Sparre avled på Arnö 1812.

## Galleri

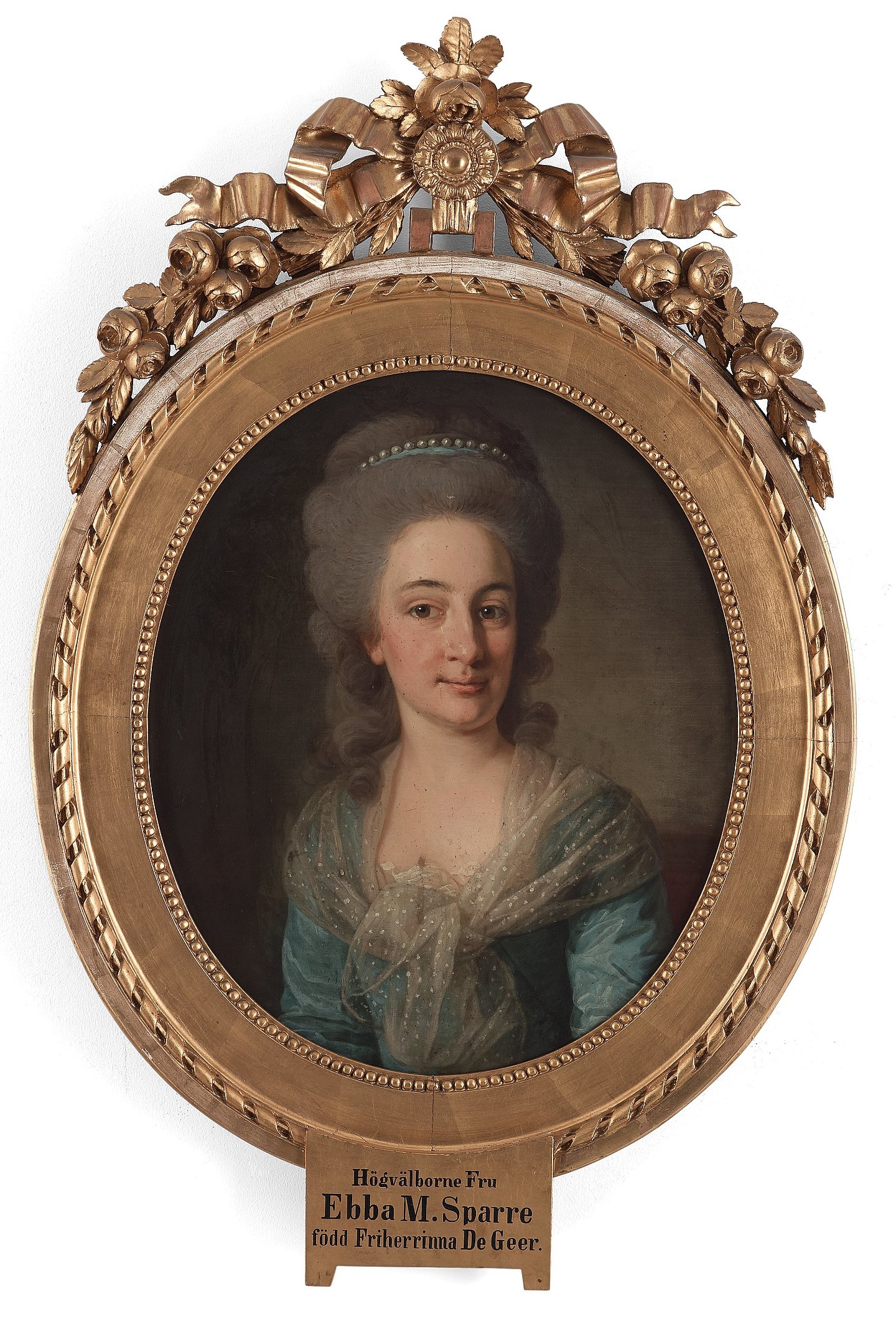
Ebba Margareta de Geer, Fredrik Adolf Ulriks hustru, avporträtterad 1792 av Per Krafft d.ä.